# Ḥ-M-D
Pour les articles homonymes, voir HMD.
 (juillet 2013).
Si vous disposez d'ouvrages ou d'articles de référence ou si vous connaissez des sites web de qualité traitant du thème abordé ici, merci de compléter l'article en donnant les références utiles à sa vérifiabilité et en les liant à la section « Notes et références ».
Ḥ-M-D (hébreu : ח-מ-ד ; arabe : ح-م-د) est une racine trilitère sémitique. Elle a le sens de désirer, convoiter en hébreu et de louer, glorifier en arabe.
| ח-מ-ד |

## Hébreu
Le sens de la racine ḥ-m-d  tourne autour de l’idée de désirer, convoiter.

### Occurrences bibliques
Elle se rencontre 42 fois dans la Bible : voyellisée en hâmad (désirer), hèmèd (séduisant, gentil) ou hèmedah (splendeur) : Genèse 2,9;3,6 ; Exode 20,17; 34,24 ; Deutéronome 5,21; 7,25 ; Josué 7,21 ; Premier livre de Samuel 9,20 ; Isaïe 1,29; 2,16; 27,2; 32,12; 44,9; 53,2 ; Proverbes 1,22; 6,65; 12,12; 21,20 ; Jérémie 3,19.12,10; 25,34 ; Ézéchiel 23,6.12.23; 26,12 ; Osée 13,15 ; Amos 5,11 ; Michée 2,2 ; Nahum 2,10 ; Agée 2,7 ; Zacharie 7,14 ; Psaumes 19,11; 39,12; 68,17; 106,24 ; Job 20,20 ; Cantique des cantiques 2,3 ; Daniel 11,8.37 ; Deuxième livre des Chroniques 21,20; 32,27; 36,10.

### Occurrences comme surnom
Trois de ces occurrences apparaissent dans une expression qui est un surnom donné à Daniel conféré par l’Ange Gabriel et qui se traduit habituellement homme des prédilections : 
1. “ Au début de tes supplications a surgi une parole et je suis venu te l’annoncer, car tu es [l’homme] des prédilections ! Comprends la parole et aie l’intelligence  de la vision ! Il a été fixé 70 septénaires sur ton peuple et sur ta ville sainte… pour sceller  vision  et prophète  et pour oindre  un Saint des Saints  ” (Daniel 9,23-24).
2. “Et voici qu’une main me toucha ; elle me mit, tout tremblant, sur les genoux et les paumes de mes mains. Et l’homme me dit : « Daniel, homme des prédilections (îš hammudot), comprends les paroles que je te dis et tiens-toi debout à ta place, car maintenant j’ai été envoyé vers toi ». Tandis qu’il me disait cette parole, je me mis debout tout tremblant. Il me dit : « Ne crains pas, Daniel, car depuis le premier jour où tu as eu à cœur de comprendre et de t’humilier devant ton Dieu, tes paroles ont été entendues, et c’est à cause de tes paroles que je suis venu. Le Prince du royaume de Perse s’est opposé à moi pendant 21 jours, mais voici que Michel, l’un des Princes de premier rang, est venu à mon aide, et je suis resté là auprès des rois de Perse. Je suis venu te faire comprendre ce qui arrivera à ton peuple dans l’avenir, car il y a encore une vision pour ces jours-là »” (Daniel 10,10-14).
3. “Puis il me dit : « Ne crains pas, homme des prédilections (îš hammudot) ! Que la paix soit avec toi ! Sois fort ! Sois fort »! Tandis qu’il me parlait, je repris des forces et je dis : « Que monseigneur parle, car tu m’as réconforté »” (Daniel 10,19).

Rendre אִישׁ-חֲמֻדוֹת  (îš-hamudôt) par homme des prédilections exprime le point de vue de Dieu (il s’agit des prédilections de Dieu), à la manière dont on prénomme Désiré (par Dieu). Cependant, cela concerne ici un adulte qui a mérité d’être désiré, au sens où lui-même a désiré plaire à Dieu dans sa vie et dans ses actions : telle est la perspective daniélique. 
Selon le premier passage cité, l’Ange annonce que les prophéties vont être scellées et promet l’inauguration sacrale d’un Temple nouveau. Cette vision prendra une portée capitale après la destruction du Temple en 70, en rapport avec un autre passage-clef : 
“Je regardais dans les visions de la nuit, et voici qu’avec les nuées du ciel venait comme un Fils d’Homme ; il arriva jusqu’au Vieillard, et on le fit approcher en sa présence. Et il lui fut donné souveraineté, gloire et royauté: les gens de tous peuples, nations et langues le servaient. Sa souveraineté est une souveraineté éternelle qui ne passera pas, et sa royauté, une royauté qui ne sera jamais détruite” (Daniel 7,13-14).

## Arabe
Bruno Bonnet-Eymard, Le Coran… traduction et commentaire systématique du Coran, t. 1 : « Sois parfait ! », CRC, 1988, 380 p. (présentation en ligne)
[Qui ?], de l’Institut catholique de Paris, spécialiste du judaïsme, a mis en évidence l’équivalence existant entre le îš-hamudôt biblique et le mu-hammad arabe (le préfixe mu correspondant au îš hébraïque).